# Francesc Marsà Gómez
Francesc Marsà Gómez (Portbou, Província de Girona, 1924 – Barcelona, 1998) fou un filòleg llicenciat en filosofia i lletres (Secció de filologia romànica) a la Universitat de Barcelona (1949) i doctor en filosofia i lletres a la Universitat de Madrid (1957) amb la tesi La villa en la toponimia catalana.

## Biografia
El 1948 va emprendre la seva carrera docent a la Facultat de Filologia de la Universitat de Barcelona com a professor ajudant. El 1959 va ser nomenat professor adjunt del Departament de Llengua Espanyola i el 1972 va passar a ser professor agregat de llengua espanyola. El 1975 va obtenir la càtedra de Gramàtica General i Crítica Literària. Després de quaranta anys de docència ininterrompuda obtingué la jubilació el 1989.
Va compaginar la tasca docent a la Facultat de Filologia amb la docència en l'Institut d'Estudi Hispànics, en l'Escola Superior de Relacions Públiques i a l'Escola de Periodisme, totes pertanyents a la Universitat de Barcelona.
Com a investigador, centrà el seu treball en l'estudi de la toponímia, l'onomàstica i l'etnolingüística produint nombrosos treballs al llarg de la seva carrera. També aprofundí en l'estudi de la lingüística, introduint a la universitat espanyola, junt amb el professor Emilio Alarcos Llorach, els corrents llavors innovadors de l'estructuralisme i la gramàtica generativa.
Va compaginar la seva tasca docent i investigadora amb càrrecs de gestió i govern. Va ser Secretari de la Facultat de Filosofia i Lletres, Secretari General de la Universitat de Barcelona (1974-1978) i membre del Consell de Rectors de Madrid. També va ser Director de l'Institut d'Ensenyament Mitjà i Professional de Calella, Director de la Residència d'Estudiants Ramón Llull (1953-1961) i Director del Col·legi Major de Medicina de la Santa Creu i Sant Pau (1962-1975)
El 26 de març de 1987 va ingressar en la Reial Acadèmia de Bones Lletres de Barcelona com a Acadèmic Numerari, a la plaça que havia ocupat el professor Guillem Díaz-Plaja i Contestí (medalla IV), amb el discurs Cap a una etnolingüística catalana. Va ser nomenat Acadèmic Bibliotecari i va pertànyer a la Junta de Govern. A la seva mort, la plaça va ser ocupada pel professor Borja de Riquer.
També el 1987, va ser nomenat Acadèmic corresponent a Catalunya de la Reial Acadèmia Espanyola.
Va ser soci fundador de la Societat Espanyola de Lingüística (1970) i el seu cinquè president (1986-1990).

## Obres
- 1959: Gramática y redacción, Ed. GASSÓ Hnos. (sis edicions)
- 1961: Ortografía, Ed. GASSÓ Hnos. (set edicions)
- 1974: Esquemas gramaticales: Antología de textos y ejercicios de lengua española
- 1975: Ejercicios prácticos de lengua española
- 1977: Onomástica barcelonesa del siglo XIV, Ed. Universidad de Barcelona
- 1982: Diccionario Planeta de la lengua española usual, Ed. Planeta (cinc edicions)
- 1984: Cuestiones de sintaxis española, Ed. Ariel
- 1985: Nuevos modelos para ejercicio lingüístico, Ed. Ariel (cinc edicions)
- 1986: Edición crítica del Diálogo de la lengua, Ed. Planeta
- 1986: Diccionario normativo y guía práctica de la lengua española, Ed. Ariel (dues edicions)

## Obres col·lectives
- 1955: San Martín y la toponimia catalana, Miscelánea filológica dedicada a Mons. A. Griera
- 1955: La hagiografía en la toponimia de la Marca Hispánica
- 1960: Toponimia de Reconquista, Enciclopedia Lingüística Hispánica, tomo I, CSIC
- 1988: Testimonios sigilográficos de etimología popular, Actas del I Congreso Internacional de Historia de la Lengua española
- 1992: Contribución de la toponimia a la semántica, Actas del II Congreso de Historia de la Lengua española
- 1992: Más sobre el lenguaje literario, Actas del XXIX Congreso del Instituto Internacional de Literatura Iberoamericana

## Articles destacats
- 1972: Catálisis cultural en procesos semánticos, Ethnica
- 1975: Sobre dos tiempos verbales en Bernat Matge, Revista española de lingüística
- 1976: Perspectiva lingüística sobre los límites de la artístico, Anuario de filosofía
- 1991: Sobre las llamadas modalidades lingüísticas, Cuenta y razón
- 1992: Idiomas, lenguas y dialectos con Europa al fondo, Cuenta y razón
- 1994: Sobre la situación lingüística en Cataluña, Cuenta y razón.